# Барятинский, Александр Владимирович (1848)
Князь Алекса́ндр Влади́мирович Баря́тинский (21 марта (2 апреля) 1848 — 17 [30] марта 1909, Париж) — полковник из рода Барятинских, командир лейб-гвардии Конного полка.

## Биография
Происходил из дворян Курской губернии: единственный сын генерал-лейтенанта князя Владимира Ивановича Барятинского (1817—1875) от брака его с княжной Елизаветой Александровной Чернышевой (1826—1902) родился 21 марта (2 апреля) 1848 года. По отцу — внук генерал-лейтенанта  князя Ивана Барятинского и племянник наместника Кавказа генерал-фельдмаршала князя Александра Барятинского. По матери — внук военного министра князя А. И. Чернышева. Наследник родовых имений в Путивльском, Рыльском и Льговском уездах. Крестник императора Николая I и цесаревны Марии Александровны.
Получил домашнее образование, которое продолжил в Пажеском корпусе. В августе 1866 года из камер-пажей был произведён корнетом в кавалергарды, с 1871 года — штабс-ротмистр; с  1873 года — ротмистр. С февраля 1873 года по май 1878 года командовал лейб-эскадроном. В чине полковника с 1876 года состоял флигель-адъютантом при императоре Александре II. С февраля 1880 года заведовал хозяйством, 20 декабря того же года был отчислен в Свиту.
В июле 1883 года Барятинский был назначен командиром лейб-гвардии Конного полка, но уже через год его успешная карьера  неожиданно пресеклась. Согласно рассказам современников, князь демонстративно не желал подчиняться приказу о новой форме русского образца и позволил себе появиться на бале в честь именин императрицы в мундире полка, а не в новой свитской форме. На полученные от министра двора замечания Барятинский ответил, что «мужицкой формы он носить не намерен». В результате в июле 1884 года он был лишён звания флигель-адъютанта, отчислен от командования полком и зачислен по армейской пехоте. Вскоре Барятинский вышел в отставку, после чего навсегда уехал за границу.
Основным своим местом пребывания он выбрал Париж. По словам М. М. Осоргина, там Барятинский и кончил свою жизнь в бесконечных путешествиях, которые совершал из оригинальности не по железной дороге, а в дормезе. Сам управляя четверткой, он проехал всю Европу, Англию и Шотландию. «Это был очень породистый на вид, тонкий, с изящными утонченными манерами человек», — писал о князе мемуарист. Петербургский дом Барятинского на Сергиевской ул., 44-46, по отзыву А. А. Половцева, «отличался чрезвычайной изысканностью и утонченностью во всех потребностях». Он держал его открытым и его посещало не только все высшее общество, но и двор, в особенности приближённые великого князя Владимира.
Умер в Париже от внутримозгового кровоизлияния 17 (30) марта 1909 года. Похоронен в родовом имении в селе Ивановском Курской губернии.

## Семья
Первая жена (с 2 июня 1872 года) — графиня Елена Михайловна Орлова-Денисова (28.02.1851—26.03.1914), фрейлина двора, дочь графа Михаила Васильевича Орлова-Денисова от его брака с Еленой Ивановной Чертковой; падчерица графа П. А. Шувалова. Брак её не был счастливым и фактически она жила отдельно от мужа. С начала 1880-х годов у неё был роман с флигель-адъютантом А. М. Рейтерном, позже в течение многих лет она состояла в открытой связи с великим князем Николаем Михайловичем. При дворе на их отношения смотрели весьма снисходительно, мать великого князя считала её «безопасной любовницей». Указом Синода от 15 апреля 1898 года брак Барятинских был расторгнут с запретом княгине вступать в новый брак. По характеристике А. А. Половцева, княгиня Нелли была непривлекательная во всех отношениях особа, «замечательная по лакейству своих чувств, прикрываемому внешностью независимостью речи», она была крайне груба в отношении тех, от кого ей ожидать было нечего.
Прекрасно разбираясь в искусстве, Барятинская собрала уникальную коллекцию западноевропейской портретной живописи. Будучи деятельной благотворительницей, состояла директрисой Санкт-Петербургского дамского благотворительного тюремного комитета и председательницей «Кружка поощрения молодых русских художников» в Риме. Последние годы жизни она много болела и жила  уединенно в особняке Чертковых на Дворцовой наб., 22, не принимала почти никого, кроме великого князя и близких родных. Всё свое состояние она завещала в пользу студентов, в том числе свыше 1 млн. руб. на учреждение санатория для учащейся университетской молодежи. Единственный сын:
- Владимир (26.04.1880—28.09.1901[10]), с детства имел больные почки, умер в Биаррице, похоронен на Казанском кладбище в Царском Селе[11].

Вторая жена (с 18 мая 1898 года) — Анна Николаевна Стрижевская (1846—10.02.1935), урожденная Покровская, вдова генерал-майора свиты Евгения Львовича Стрижевского (?—1885). В феврале 1884 года Половцев писал в дневнике, что «Барятинский уехал в Финляндию с мадам Стрижевской, покуда княжна Нелли неразлучно танцует с Рейтерном». Добившись развода, Барятинский смог жениться на ней. Венчались в церкви Св. Николая Чудотворца русского посольства в Вене. Из-за этого брака князь много конфликтовал со своими сестрами. Княгиня Анна Николаевна очень почтительно относилась к своей свекрови и старалась ни во что не вмешиваться. Умерла в эмиграции в Швейцарии в Лозанне. Ее дочь от первого брака Анна Евгеньевна (1873— ?) была замужем (с 23 апреля 1901 года; Канны) за виконтом Раулем де Лёссом.